# Al Nair
Al Nair (alpha Gruis) is met een schijnbare magnitude van 1,74 de helderste ster in het sterrenbeeld Kraanvogel (Grus). De ster heeft een spectraalklasse van B6V en staat op een afstand van 101 lichtjaar van de zon. 
De ster staat ook bekend als Alnair en maakt deel uit van de Pleiadengroep.